# Окодува, Эммануэль
Эммануэль Осей Окодува (англ. Emmanuel Okoduwa; 21 ноября 1983) — нигерийский футболист, нападающий.

## Карьера

### Клубная
Дебютный сезон провёл за нигерийскую команду «Фёст Банк» (2001). Стал известен после того, как помог юношеской сборной Нигерии попасть в финал Кубка Африки 2001. Вскоре перешёл из «Фёст Банка» в полтавскую «Ворсклу» (сезон 2001/02 — 13 игр, 3 гола), а затем в киевский ЦСКА (2002—2006 — 100 игр и 32 забитых мяча), который был переименован в «Арсенал». В сезоне 2005/06 забил 15 голов и стал (вместе с Брандао) лучшим бомбардиром чемпионата Украины. В 2006 и 2007 годах выступал за донецкие «Шахтёр» и «Металлург».
Летом 2007 года перешёл в «Кубань». В российской Премьер-Лиге дебютировал 2 сентября в матче против «Зенита». После вылета «Кубани» из Премьер-лиги перешёл в бельгийский «Жерминаль Беерсхот».
В июле 2009 года снова вернулся на правах аренды в «Кубань», в составе которой дебютировал в сезоне 1 августа, выйдя на замену во втором тайме выездного матча против московского «Спартака». Всего за «Кубань» провёл 7 матчей в чемпионате, после чего, ввиду завершения срока аренды, покинул клуб.
Осенью 2010 года находился на просмотре в луцкой «Волыни». В июне 2011 года появилась информация о том, что Окодува находится на просмотре в криворожском «Кривбассе».
За киевское Динамо так и не сыграл ни одного матча за все время действия долгосрочного контракта. Только раз попадал в заявку основной команды, 6 матчей (1 гол) провел в дубле. Побывал в аренде в кипрских АЕКе и Эносисе. С начала 2013 года находился без серьёзной игровой практики.
В августе 2014 харьковский «Металлист» был близок к подписанию Окодувы, права на которого принадлежали киевскому «Динамо», но в итоге он не подошёл команде Игоря Рахаева. С 2015 по 2021 год выступал в чемпионате Киево-Святошинского района за «Сокол» (Михайловка-Рубежовка).

### В сборной
В 2003 году помог сборной Нигерии выиграть серебро футбольного турнира на Панафриканских играх.

## Достижения
- Обладатель Суперкубка Украины: 2009
- Серебряный призёр чемпионата Украины: 2006/07
- Лучший бомбардир чемпионата Украины: 2005/06